# Список Далай-лам

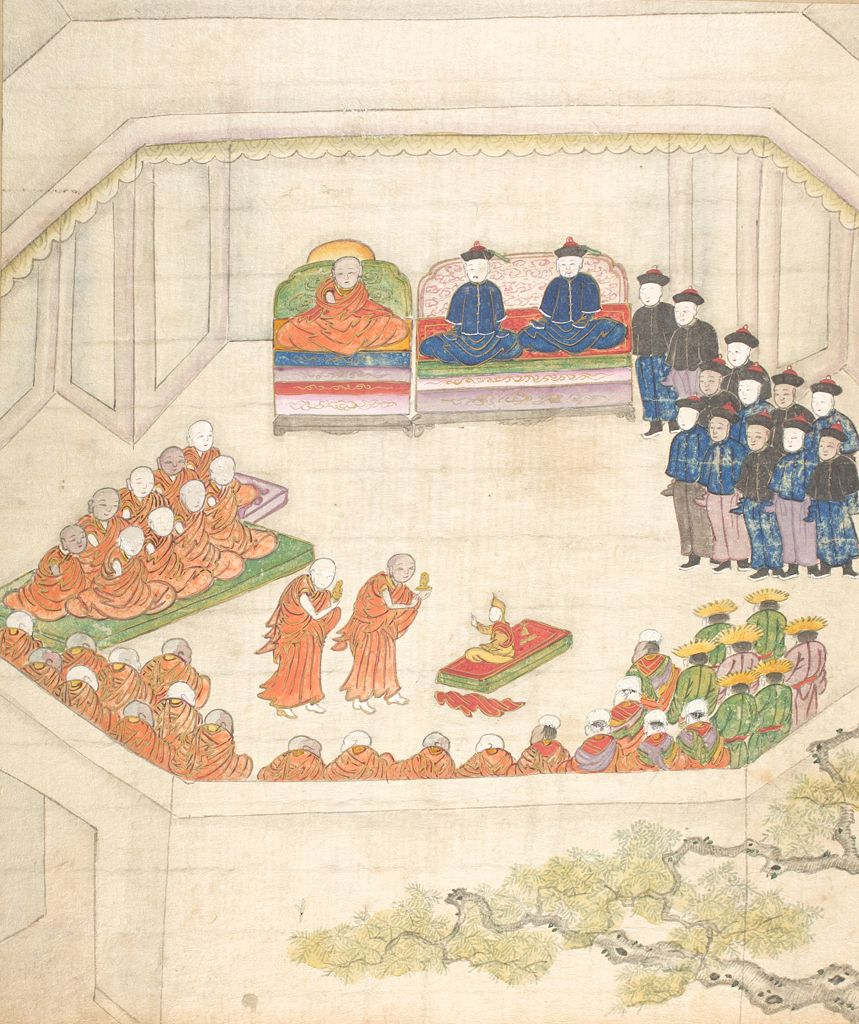
Обнаружение Далай-ламы. Китай, династия Цин

В данном списке приведены 14 известных воплощений Далай-лам Тибета.
Дала́й-ла́ма (тиб. ཏཱ་ལའི་བླ་མ་, Вайли tA la’i bla ma, монг. Далай багш?, ᠳᠠᠯᠠᠢ 
ᠪᠠᠭᠰᠢ?; «Учитель [подобный] океану» от монг. «далай» — океан; великий, превосходный и тибет. bla-ma — духовный учитель) — титул тибетского духовного лидера, которого считают земным воплощением бодхисаттвы Авалокитешвары. Титул был введён в 1578 году ойратским Алтан-ханом, пригласившим ко двору тибетского ламу школы Гелуг Сонама Гьяцо. Обращённый в буддизм Алтан-хан даровал Далай-ламе власть над Тибетом. Сонам Гьяцо (1543—88) считается третьей инкарнацией, его предшественники — Гендун Друб (1391—1474) и Генден Гьяцо (1475—1542) были признаны посмертно Далай-ламой I и Далай-ламой II. Правнук Алтан-хана, Дала-лама IV (1589—1617), был единственным монголом из Далай-лам. «Великий» Далай-лама V написал множество сочинений, построил в Лхасе дворец Потала и объединил под своей властью все тибетские княжества. Далай-лама VI (1683—1706) сложил с себя монашеские обеты. Далай-лама XIII вернул Тибету независимость от Цинской династии Китая и установил контакты с правительством России через своего бурятского учителя Агвана Доржиева, получившего разрешение на строительство буддийского храма в Санкт-Петербурге. Далай-лама XIV (родился в 1935 году) после аннексии Китаем Тибета и восстания тибетцев в 1959 году живёт в эмиграции в северо-индийском городе Дхармасала.
Исторически Далай-ламы или их регенты осуществляли политическое и религиозное руководство Тибетом из Лхасы с разной степенью влияния в зависимости от регионов страны и периодов истории. Эта практика началась с правления Далай-ламы V в 1642 году и продолжалась до 1950-х годов, в этот период Далай-ламы возглавляли тибетское правительство или Ганден Пходранг. Исключением являлась первая половина XVIII века, когда Далай-лама оставался лишь номинальным правителем Тибета, а фактическая власть принадлежала совету министров — Кашагу. До 1912 года, когда Далай-лама XIII провозгласил независимость Тибета, управление страной в целом зависело от покровительства и защиты сначала монгольских ханов (1642—1720), а затем маньчжурской династии Цин (1720—1912). Последний Далай-лама XIV в 2011 году сложил с себя пост главы правительства Тибета в изгнании, оставшись духовным лидером страны.
Далай-лама принадлежит к господствующей в Тибете школе Гелуг, но не является её главой (школу традиционно возглавляет настоятель монастыря Ганден). Он почитается как высший духовный авторитет всеми последователями тибетского буддизма. Титул Далай-ламы не передаётся по наследству и не является выборным. Согласно учению о реинкарнации последовательные воплощения одного и того же Далай-ламы обнаруживали путём ритуала поиска и отождествления перевоплощений. Избранный кандидат рос и обучался в монастырях школы Гелуг, до его совершеннолетия и совершаемой в 18 лет полной интронизации обязанности возлагались на регентов.
Помимо приведённых в списке, известен непризнанный Далай-лама Нгаванг Еше Гьяцо, вероятно, сын Лхавзан-хана, который после пленения и казни регента Далай ламы V стал единственным правителем Тибета и, заручившись поддержкой императора Канси, в 1707 году выслал Далай ламу VI Цангьянга Гьяцо в императорский дворец в Пекин (по дороге тот скончался). Лхавзан-хан провозгласил «истинным Далай-ламой VI» монаха Нгаванга Еше Гьяцо, однако тот не пользовался популярностью у тибетцев. В конце 1717 года джунгарская армия взяла Лхасу штурмом, Лхавзан погиб в бою близ Поталы, а «Далай-лама» был выдворен из резиденции.

## Список
| Имя             | Портрет | Годы правления         | Имя в миру/происхождение                                                                | Монашеское имя (тибетский/транслитерация вайли) | Монашеское имя (китаизированная транскрипция и другие транскрипции)             | Комментарии |
| --------------- | ------- | ---------------------- | --------------------------------------------------------------------------------------- | ----------------------------------------------- | ------------------------------------------------------------------------------- | --- |
| Далай-лама I    |         | ?—1474                 | Пема Дордже; из семьи кочевых скотоводов.                                               | དྒེ་འདུན་འགྲུབ་ dge ‘dun ‘grub                       | Гендун Дуб (Gêdün Chub/Gedün Drup, Gendun Drup)                                 | Основал монастырь Ташилунпо, титул Далай-ламы получил посмертно. |
| Далай-лама II   |         | 1492—1542              | Сангью Пел; из семьи ламы школы Ньингма.                                                | དགེ་འདུན་རྒྱ་མཚོ་ dge ‘dun rgya mtsho                | Гендун Гьяцо (Gêdün Gyaco/Gedün Gyatso, Gendün Gyatso, Gendun Gyatso Palzangpo) | Возродил фестиваль Монлам, настоятель монастыря Сэра, титул Далай-ламы получил посмертно. |
| Далай-лама III  |         | 1578—1588              | Рануси Шопал Зангпо или Рану Сичо Пелзанг; из богатой семьи.                            | བསོད་ནམས་རྒྱ་མཚོ་ bsod nams rgya mtsho              | Сонам Гьяцо (Soinam Gyaco/Sönam Gyatso)                                         | Автор ламримаа «Сущность очищенного золота» (Сершунма). Первым получил титул Далай-ламы при жизни. |
| Далай-лама IV   |         | 1601—1617              | Sümer Dayiching kung taiji или Sumbur Secen Cugukur; чингизид, правнук Алтан-хана.      | ཡོན་ཏན་རྒྱ་མཚོ་ yon tan rgya mtsho                  | Ендон Гьяцо (Yoindain Gyaco/Yontan Gyatso)                                      | Единственный Далай-лама нетибетского происхождения (монгол). |
| Далай-лама V    |         | 1642—1682              | Кун-га Мигюр Тобгьял Ванги Гьялпо; из знатной семьи, связанной школами Ньингма и Кагью. | བློ་བཟང་རྒྱ་མཚོ་ blo bzang rgya mtsho                | Нгаванг Лобсанг Гьяцо (Lobsang Gyaco/Lobzang Gyatso, Lopsang Gyatso)            | «Великий пятый», был политическим и духовным лидером Тибета, при нём началось строительство дворца Потала, Лхаса снова получила статус столицы, были устранены межконфессиональные разногласия, и установлена плюралистическая теократия. |
| Далай-лама VI   |         | 1697—1706              | Из семьи ламы школы Ньингма, потомок Пемы Лингпа.                                       | ཚང་དབྱངས་རྒྱ་མཚོ་ tshang dbyangs rgya mtsho         | Цангьянг Гьяцо или Ригцзин Чжамьянг Гьяцо (Cangyang Gyaco)                      | Несколько раз отказывался принять обеты гелона (полное монашество), вёл светский образ жизни и писал стихи. Был захвачен хошутами и в 24 года умер при невыясненных обстоятельствах по дороге в Пекин. |
| Далай-лама VII  |         | 1720—1757              | Родился в Литанге.                                                                      | བསྐལ་བཟང་རྒྱ་མཚོ་ bskal bzang rgya mtsho            | Кэлсанг Гьяцо (Gaisang Gyaco/Kelsang Gyatso, Kalsang Gyatso)                    | Первые 22 года занимался исключительно религиозной деятельностью и не управлял страной. Получил власть после упразднения поста регента и учреждения Кашага. При нём была создана тибетская армия. Заложил основы дворца и парка Норбулинка. |
| Далай-лама VIII |         | 1762—1804              | Семья происходила из области Кам.                                                       | བྱམས་སྤེལ་རྒྱ་མཚོ་ byams spel rgya mtsho              | Джампэл Гьяцо (Qambê Gyaco/Jampel Gyatso, Jampal Gyatso)                        | При нём было закончено строительство Норбулинка. Реальная власть принадлежала регентам Нгавану Цултиму и Тэнпи Гонпо Кунделину. |
| Далай-лама IX   |         | 1808—1815              | Семья происходила из области Кам.                                                       | ལུང་རྟོགས་རྒྱ་མཚོ་ lung rtogs rgya mtsho              | Лунтог Гьяцо (Lungdog Gyaco)                                                    | В возрасте около 11 лет умер, вероятно, от воспаления лёгких. |
| Далай-лама X    |         | 1822—1837              | Джампэл Гьялцен.                                                                        | ཚུལ་ཁྲིམ་རྒྱ་མཚོ་ tshul khrim rgya mtsho              | Цултрим Гьяцо (Cüchim Gyaco)                                                    | Был выбран путём ритуала с золотой чашей (по жребию). Скончался в возрасте 21 года. |
| Далай-лама XI   |         | 1842—1856              | Родился в Литанге.                                                                      | མཁས་གྲུབ་རྒྱ་མཚོ་ mkhas grub rgya mtsho              | Кхэдуб Гьяцо (Kaichub Gyaco)                                                    | Автор книги строф «История обезьян и птиц», скончался через год после совершеннолетия. |
| Далай-лама XII  |         | 1860—1875              | Из семьи клана Бак, провинция Уй.                                                       | འཕྲིན་ལས་རྒྱ་མཚོ་ ‘phrin las rgya mtsho              | Тинлей Гьяцо (Chinlai Gyaco)                                                    | Был выбран путём ритуала с золотой чашей. Умер в 18 лет, предположительно был отравлен. |
| Далай-лама XIII |         | 1879 — 1933            | Родился в деревне Дагпо в крестьянской семье.                                           | ཐུབ་བསྟན་རྒྱ་མཚོ་ thub bstan rgya mtsho              | Тхуптэн Гьяцо (Tubdain Gyaco)                                                   | Реформатор, дипломат. Был вынужден бежать от англичан в Ургу, а от китайцев в Индию. Провозгласил независимость Тибета, интересовался достижениями западной цивилизации, заключив соглашение о помощи Тибету в модернизации со стороны Великобритании. |
| Далай-лама XIV  |         | 1940 — настоящее время | Лхамо Дхондруб; родился в крестьянской семье в провинции Амдо.                          | བསྟན་འཛིན་རྒྱ་མཚོ་ bstan ‘dzin rgya mtsho            | Нгаванг Ловзанг Тэнцзин Гьямцхо (Dainzin Gyaco)                                 | В 1950 году стал духовным и политическим лидером Тибета. В 1954 году встречался в Пекине с Мао Цзэдуном, Дэн Сяопином и Чжоу Эньлаем. В 1959 году после подавления китайскими войсками восстания в Лхасе бежал из Тибета. С тех пор живёт в Дхарамсале. В 1989 году получил Нобелевскую премию мира. В 2011 году удалился от политики, передав государственные полномочия выборному руководству. |